# Petite rivière Héva
Petite rivière Héva är ett vattendrag i Kanada.   Det ligger i provinsen Québec, i den sydöstra delen av landet, 400 km nordväst om huvudstaden Ottawa.
I omgivningarna runt Petite rivière Héva växer i huvudsak blandskog. Runt Petite rivière Héva är det ganska glesbefolkat, med 24 invånare per kvadratkilometer.